# 内池久五郎
内池 久五郎（うちいけ きゅうごろう、1895年（明治28年）12月22日 - 1973年（昭和48年）5月13日）は、大正から昭和期の実業家、醸造家、政治家。衆議院議員。旧姓・堀切。

## 経歴
福島県、現在の福島市で堀切良平の五男として生まれ、内池廉吉の養子となり後に分家した。1918年（大正7年）盛岡高等農林学校農学科を卒業。
醤油味噌醸造業を営む。内池商店社長、福島郵便局長、曽根田郵便局長、福島商工会議所議員、同会頭、福島市信用組合長、福島県農工銀行取締役、福島県醤油味噌統制取締役社長、北東衡機工業社長、東邦銀行取締役、日本計量協会理事などを務めた。
1942年（昭和17年）4月、第21回衆議院議員総選挙に翼賛政治体制協議会の推薦を受け福島県第1区から出馬して当選した。この間、大政翼賛会福島県支部常務委員、拓務省委員、大東亜省委員、翼政会政調大蔵委員、福島市会議員などを務めた。戦後、日本進歩党に所属し、その後公職追放となった。

## 親族
- 妻 内池ヨシ（養父長女）[4][5]
- 兄 堀切善兵衛（衆議院議長）・堀切善次郎（内務官僚）[4]